# Суслонгер
Суслонге́р (рос. Суслонгер, марій. Сӱзлэҥер) — селище міського типу у складі Звениговського району Марій Ел, Росія. Адміністративний центр Суслонгерського міського поселення.

## Населення
Населення — 3161 особа (2010; 3642 у 2002).